# Patrick De Hooghe
Patrick De Hooghe (Hasselt, 8 februari 1947) is een Belgisch pianist.
Hij volgde al op zevenjarige leeftijd pianolessen. Een eerste optreden volgt op tienjaruige leeftijd, mede op aandringen van docent Jo Mertens van het Academie voor Muziek, Theater & Dans Maasmechelen. Op veertienjarige leeftijd is zijn docent Ernest Closson. Ook is hij dan te horen en te zien bij de BRT. Hij studeerde voorts aan het Koninklijk Conservatorium Luik en Koninklijk Conservatorium Brussel bij Eduardo del Pueyo en won daar meerdere eerste prijzen, zoals in 1967 een eerste prijs in de categorie kamermuziek. Dankzij beurzen van Duitse en Franse regeringen mocht hij nog enige tijd studeren aan conservatoria te Keulen (Alfons Kontarsky) en Parijs (Yvonne Loriod). Naast een loopbaan als pianist werd hijzelf ook docent en wel aan het Koninklijk Conservatorium Antwerpen. Als pianist trad hij over de gehele wereld op, met onder meer een concertreis in 1995 langs de plaatsen langs de Trans-Siberische spoorlijn.
Hij vormt een pianoduo met Pierre-Alain Volondat, met wie hij ook een plaatopname met Franse vierhandige pianomuziek opnam. Hij stichtte het Musique en Bourgogne-Festival en is artistiek directeur van Festival de l’Abbaye des Vaux de Cernay. Hij is dan al jaren woonachtig in Frankrijk.